# 塞繆爾冰原島峰
79°38′S 82°30′W / 79.633°S 82.500°W
塞繆爾冰原島峰（英語：Samuel Nunataks），是南極洲的冰原島峰，位於埃爾斯沃思地，屬於赫里蒂奇嶺的一部分，由7座冰原島峰組成，美國地質調查局根據測量和該國海軍的空中照片繪入地圖，現時由南極條約體系管理。